# Allium lusitanicum
Allium lusitanicum es una especie de planta bulbosa geófita del género Allium, perteneciente a la familia de las amarilidáceas. Originaria de Europa.

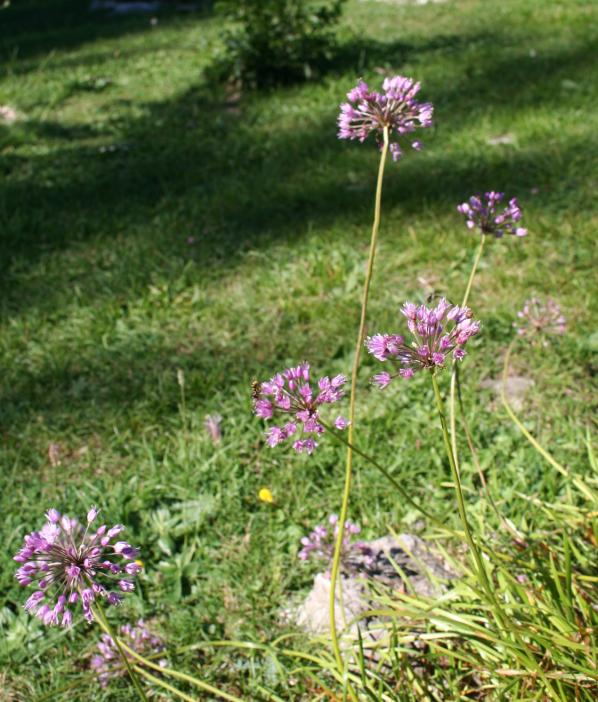
En su hábitat

## Descripción
Allium lusitanicum es una planta bulbosa de hojas casi basales y glabras. El tallo es cilíndrico y lleva una umbela de flores lilas o rosadas. Los estambres son exsertos.
Hábitat
Se encuentra sobre todo en rellanos de roca, pero también en otros sitios rocosos, canchales, prados montanos, etc.
Citología
Número de cromosomas de Allium senescens subsp. montanum (Fam. Liliaceae) y táxones infraespecíficos: n=8; 2n=16.: 2n=32

## Taxonomía
Allium lusitanicum fue descrita por Jean-Baptiste Lamarck y publicado en Encyclopédie Méthodique, Botanique 1: 70, en el año 1783
Etimología
Allium: nombre genérico muy antiguo. Las plantas de este género eran conocidos tanto por los romanos como por los griegos. Sin embargo, parece que el término tiene un origen celta y significa "quemar", en referencia al fuerte olor acre de la planta. Uno de los primeros en utilizar este nombre para fines botánicos fue el naturalista francés Joseph Pitton de Tournefort (1656-1708).
lusitanicum: epíteto geográfico que alude a su localización en Lusitania.
Sinonimia
- Allium acutangulum
- Allium acutangulum subsp. petraeum
- Allium acutangulum var. montanum
- Allium acutangulum var. petraeum
- Allium ancipiticaule
- Allium angulosum var. montanum
- Allium calcareum
- Allium fallax
- Allium fallax subsp. montanum
- Allium fallens
- Allium leptophyllum
- Allium montanum
- Allium montanum subsp. leptophyllum
- Allium montanum subsp. lusitanicum
- Allium montanum var. leptophyllum
- Allium petraeum
- Allium schoenoprasum subsp. lusitanicum
- Allium senescens subsp. lusitanicum
- Allium senescens subsp. montanum
- Allium spirale